# Camelia, La Texana
A Camelia, La Texana egy 2014-es amerikai-mexikói sorozat a Telemundótól és az Argos Comunicacióntól. Főszereplői: Sara Maldonado, Erik Hayser, Andrés Palacios és Dagoberto Gama. A sorozatot 2014. február 25-én 22:00 órai kezdettel mutatta be a Telemundo. Magyarországon még nem került adásba. 

## Történet
|  | Alább a cselekmény részletei következnek! |

A történet az 1970-es években játszódik. Camelia, a szép és fiatal lány San Antonioban lakik. Élete megváltozik, amikor megismeri Emilio Varelát. Camelia beleszeret Emilioba, aki elárulja őt. Hamarosan a naiv lány a bűn útjára lép.
|  | Itt a vége a cselekmény részletezésének! |

## Szereplők

### Főszereplők
| Színész(nő)            | Szerepnév                  | Megjegyzés                            |
| ---------------------- | -------------------------- | ------------------------------------- |
| Sara Maldonado         | Camelia Pineda 'La Texana' | Rosaura és Don Antonio lánya          |
| Erik Hayser            | Emilio Varela              | Alison férje, Emilio jr. édesapja     |
| Andrés Palacios        | Facundo García             | Rendőr                                |
| Dagoberto Gama         | Don Antonio Treviño        | Kábítószer-kereskedő                  |
| Luis Ernesto Franco    | 'El Alacrán'               |                                       |
| Arcelia Ramírez        | 'La Nacha'                 |                                       |
| Eréndira Ibarra        | Alison Bailow de Varela    | Emilio felesége, Emilio jr. édesanyja |
| Claudette Maillé       | Rosaura Pineda             | Camelia édesanyja                     |
| Rodrigo Oviedo         |                            |                                       |
| Julio Casado           | Benigno Treviño            | Don Antonio testvére                  |
| Tamara Mazarraza       | Lu Treviño                 | Xiang testvére                        |
| Estefania Villareal    |                            |                                       |
| Peter Theis            |                            |                                       |
| Víctor Alfredo Jiménez | Xiang Treviño              | Lu testvére                           |
| Iñaci Gocci            |                            |                                       |
| Ana Paula de León      | Alma Treviño               |                                       |
| Joaquín Garrido        | Don Arnulfo Navarro        |                                       |

### Vendég- és mellékszereplők
| Színész(nő)      | Szerepnév | Megjegyzés |
| ---------------- | --------- | ---------- |
| Bárbara Singer   | Ofelia    |            |
| Eric Ramírez     |           |            |
| Gabriel Cisneros |           |            |
| Néstor Rodulfo   |           |            |
| Quetzalli Cortés | Nopalito  |            |

## Nemzetközi bemutató
| Ország                    | Cím                | TV adó         | Sugárzási idő                       | Megjegyzés          |
| ------------------------- | ------------------ | -------------- | ----------------------------------- | ------------------- |
| Amerikai Egyesült Államok | Camelia, La Texana | Telemundo      | 2014. február 25. - 2014. május 22. | hétfő-péntek, 22:00 |
| Argentína                 | Camelia, La Texana | Telesudamérica | 2014. március 3. -                  |                     |